# Comedians auf Kaffeefahrt
Comedians auf Kaffeefahrt (orig. Comedians in Cars Getting Coffee) ist eine US-amerikanische Talkshow-Webserie, die von dem Comedian Jerry Seinfeld moderiert und produziert wird. Die erste Folge wurde am 19. Juli 2012 veröffentlicht, die ersten neun Staffeln wurden vom digitalen Netzwerk Crackle vertrieben. Bis Mai 2015 wurde die Serie fast 100 Millionen Mal gestreamt. Seit der zehnten Staffel wird die Sendung von Netflix vertrieben, wo seit Juli 2018 alle Folgen abrufbar sind.
In jeder Folge nimmt Jerry Seinfeld einen Prominenten auf eine Fahrt in einem Auto, gefolgt von einer Fahrt in ein vorgewähltes Café oder Restaurant zum Kaffeetrinken oder zum Frühstücken. Bei den Autos handelt es sich um verschiedene Oldtimer.

## Geschichte
Die Idee zur Sendung bekam Jerry Seinfeld im Jahr 2002. Die Plattformseiten Facebook und Yahoo! waren der Meinung, dass die Serie eine zu geringe Erfolgschance hätte, und lehnten das Projekt ab. Auch Howard Schultz, Vorsitzender von Starbucks, lehnte die Gelegenheit ab, die Show zu sponsern. Die Streaming Media-Plattform Crackle gab der Sendung grünes Licht. Die erste Folge wurde am 19. Juli 2012 veröffentlicht. Als Sponsor konnte schließlich der Autohersteller Acura (Honda) gewonnen werden, der Seinfeld auch die kreative Freiheit bei der Erstellung von Werbespots und Produktplatzierungen gab. Insgesamt produzierte Sony Crackle bis 2017 neun Staffeln.
Im Januar 2017 wurde bekannt gegeben, dass die Sendung Comedians auf Kaffeefahrt ab der zehnten Staffel der Show von Crackle zu Netflix wechseln werden wird. Im Januar 2018 wurden die ersten neun Staffeln auf Netflix veröffentlicht, am 6. Juli 2018 die komplette zehnte Staffel.

## Gaststars
In den neun Staffeln der Sendung tauchten mehrere Prominente auf. Zu Gast waren unter anderem: Ricky Gervais, Alec Baldwin, Carl Reiner, Mel Brooks, Sarah Silverman, David Letterman, Louis C.K., Jay Leno, Tina Fey, Sarah Jessica Parker, Don Rickles, Seth Meyers, Chris Rock, Patton Oswalt, Howard Stern, Kevin Hart, Jimmy Fallon, Steve Harvey, Jim Carrey, Bill Maher, Stephen Colbert, Barack Obama, Steve Martin, Will Ferrell, Kristen Wiig, Christoph Waltz, Zach Galifianakis, Ellen DeGeneres, Kate McKinnon und Jerry Lewis.
Auch seine ehemaligen Kollegen aus der Serie Seinfeld wie Larry David, Jason Alexander (in seiner Rolle als George Costanza), Julia Louis-Dreyfus, Michael Richards und Wayne Knight waren in der Webserie zu sehen.

## Auszeichnungen
Primetime Emmy Award
- 2013: Nominierung in der Kategorie Herausragende Sonderklasse – Kurzformatiges nichtfiktionale Sendung für Jerry Seinfeld
- 2014: Nominierung in der Kategorie Hervorragendes Kurzform – nicht fiktionale Sendung für Jerry Seinfeld
- 2016: Nominierung in der Kategorie Herausragende Variety Talk Series

Producers Guild of America Award 2015–2017: Outstanding Digital Series